# Order of the Leech
| Recensione | Giudizio |
| ---------- | -------- |
| AllMusic   |          |

Order of the Leech è il decimo album in studio del gruppo grindcore britannico dei Napalm Death, pubblicato il 22 novembre 2002 dalla Spitfire Records.
Si tratta dell'ultima opera dei Napalm Death con Jesse Pintado alla chitarra.

## Tracce
1. Continuing War on Stupidity – 3:11
2. The Icing on the Hate – 3:10
3. Forced to Fear – 3:34
4. Narcoleptic – 2:28
5. Out of Sight Out of Mind – 3:00
6. To Lower Yourself (Blind Servitude) – 3:02
7. Lowest Common Denominator – 3:19
8. Forewarned Is Disarmed? – 2:25
9. Per Capita – 2:54
10. Farce and Fiction – 2:47
11. Blows to the Body – 3:14
12. The Great Capitulator – 11:35

## Formazione
- Mark "Barney" Greenway - voce
- Shane Embury - basso
- Mitch Harris - chitarra, voce
- Jesse Pintado - chitarra
- Danny Herrera - batteria